# Voivoda (Sérvia e Iugoslávia)
Voivoda (em sérvio:  Војвода, lit.  "líder de guerra") do antigo sérvio era a patente mais alta no exército do Reino da Sérvia e do Reino da Iugoslávia de 1901 até o fim da Segunda Guerra Mundial em 1945. Tem raízes no termo medieval Voivode, usado durante o Reino, Império e Principado da Sérvia. Voivoda no principado medieval e posterior da Sérvia tinha um significado semelhante ao título de duque em outros estados feudais, pois era um título militar e nobre.  Em termos militares modernos, a patente de Voivoda é comparável à de Marechal de Campo e Generalfeldmarschall, mas, como pode ser um título honroso, nem sempre é uma patente militar de um oficial militar comissionado.
Foi criado pela primeira vez com a aprovação da lei sobre a Organização do Exército do Reino da Sérvia em 1901 e posteriormente confirmado nas leis do Reino da Iugoslávia sobre a Organização do Exército e da Marinha de 1923 e 1929.  A lei de 1901 foi aprovada por sugestão do tenente-coronel (mais tarde general de divisão) Miloš Vasić, que era ministro da Defesa na época. A patente era concedida apenas durante a guerra por "contribuições militares específicas dos principais generais".
Nas Guerras Balcânicas e na Primeira Guerra Mundial, esse título foi usado para designar a mais alta patente militar no Exército Sérvio. O primeiro voivoda foi promovido pelo Grande Decreto Militar do Reino da Sérvia em 20 de outubro de 1912. Apenas quatro pessoas ocuparam oficialmente essa posição: Radomir Putnik (em 1912), Stepa Stepanović (meados de 1914), Živojin Mišić (final de 1914) e Petar Bojović (1918). Antes da introdução desta patente, a patente mais alta no Reino da Sérvia era a de general do Exército. Após a Segunda Guerra Mundial, o recém-formado Exército Popular Iugoslavo parou de usar o sistema de classificação real, então esta classificação deixou de existir. 

## Insígnia
A insígnia de patente de um voivoda era uma dragona composta de tranças e no meio era adicionada uma águia branca de duas cabeças, o emblema nacional do Reino da Sérvia. Em 1923, o design das dragonas permaneceu o mesmo com uma alteração: o emblema nacional do Reino da Sérvia foi substituído pelo brasão de armas do Reino da Iugoslávia.

## Introdução
No final de 1897 e início de 1898 ocorreram as fases de fratura no desenvolvimento do exército. O rei Milan retornou à Sérvia e iniciou o processo de reforma militar. A data mais importante na história do Reino da Sérvia foi 25 de dezembro de 1897. Naquele dia, o rei Alexandre I da Sérvia assinou dois decretos. O primeiro foi o restabelecimento do Comando do Exército ativo, que deveria começar a trabalhar em São Sava no ano que vem, enquanto o outro foi a nomeação do Rei Milan como o novo comandante. No mesmo dia, um Comando do Exército ativo é um regulamento militar que estava subordinado ao Ministério das Forças Armadas. Na prática, isso não aconteceu, porque praticamente todos os comandos, unidades e instituições militares eram comandados por comandantes militares ativos, enquanto um Ministro da Defesa não tinha o direito de usar a força militar, e ele se transformou em um administrador militar. Naquela época, o Primeiro Ministro da Guerra era Dragomir Vučković, que tinha a patente de coronel. Ele estava formalmente subordinado ao comandante do exército ativo e ocupava o posto de general. Quando o cargo de Ministro da Guerra foi criado por Jovan Atanacković, que tinha a patente de general, houve a necessidade de introduzir uma nova patente militar para o comandante militar ativo.  

### Patente anterior
A mudança na estrutura do exército de 1897 a 1900 foi uma época em que novas patentes militares foram introduzidas. A então existente Lei de Organização do Exército de 1886 incluía oito patentes militares. Subtenente, Tenente, Capitão de II Classe, Capitão de I Classe eram patentes de oficiais inferiores, enquanto major, tenente-coronel, coronel e general eram patentes de oficiais superiores. Nessa época, novas patentes foram introduzidas: oficial subalterno e general do exército, que eram patentes honorárias. Em dezembro de 1898, o rei Alexandre I assinou um decreto e autorizou o então ministro da defesa a submetê-lo à aprovação da assembleia. O novo comando está relacionado ao aumento dos salários dos oficiais de menor patente e dos generais com patentes dentro de: Brigada, Divisão e Corpo. Este comando não é aprovado com as emendas na assembleia nacional, mas há pouco mais de um ano, de forma modificada, este projeto é finalmente concretizado. 
Na XXVI sessão regular da Assembleia Nacional, seguindo o relatório do Comitê Militar, foram adotadas novas emendas à Lei sobre a organização do exército. O Ministro Ilija Stojanović, durante o debate parlamentar, antes da adoção da lei, enfatizou a necessidade de introduzir uma patente mais alta do que a atual, o ato de general do exército. Segundo ele, a vítima não seria grande porque o Exército Sérvio tinha uma, e depois no futuro duas ou três. Ficou claro que o novo ato se destina a um comandante ativo do exército do Rei Milan. A opinião oposta foi de Živan Živanović, que destacou que a atribuição deste ato, neste caso, tinha mais significado político do que militar. Isto é apoiado pelo fato acima mencionado de que o Rei Milan, antes de retornar, não pretendia que sua patente militar, elevada por isso, mas por seu desejo de outra ação militar, que era o título de Comandante Supremo. Portanto, no verão de 1897, foi endereçada a Stojan Novaković a opinião de que alguém diferente de Karađorđe era o titular. Como Novaković não sabia que o fundador da casa de Obrenović, o príncipe Miloš, que na Segunda Revolta Sérvia, também detinha o título de Líder Supremo, o rei Milan só então soube que o fundador de outra dinastia, detentor deste título, se recusou a aceitar a proposta deste título. 
E sem esse título, o antigo rei tornou-se o detentor da mais alta patente militar do estado, e não apenas em relação a todos os outros generais, mas também em relação ao seu filho, o então comandante supremo, o rei Alexandre I. A Assembleia decidiu e adotou o projeto de Lei sobre emendas à Lei sobre a organização do exército, confirmada pelo rei Alexandre em 12 de janeiro de 1900. Dois dias depois (14 de janeiro), o novo ato se deve ao mérito do trabalho de dois anos de reforma do Exército concedido ao pai do Rei. O ato foi introduzido devido à ascensão da patente militar do Rei Milan. De acordo com a legislação sobre a organização do Exército (Artigo 27), "a patente de general do exército era concedida somente pelo monarca a qualquer general, independentemente do tempo gasto na patente de general". A partida do Rei do Reino da Sérvia, Milan, é a principal razão da existência deste ato. O sucessor do general Mihailo Srećković como comandante do exército ativo não foi promovido a esse posto. A nova lei sobre a organização do exército de 1901 (artigo 7º), ao contrário do que acontecia anteriormente, não previa que o Ministro da Guerra no comando apenas desempenhasse as tarefas estabelecidas pelos seus sogros e fosse administrador do exército.  

### Patente de voivoda
A nova lei sobre a Organização do Exército de 27 de janeiro de 1901, cujo criador foi o então Ministro da Guerra, Tenente-Coronel (mais tarde General de Divisão) Miloš Vasić, introduziu uma nova patente militar mais alta no exército sérvio. A patente de voivoda trouxe mudanças nas patentes de oficiais generais. Em vez do sistema anteriormente dividido em superior e inferior, foi introduzida uma nova categoria para generais, composta pelos dois postos mais altos – General e voivoda. A introdução deste ato revogou o ato do General do Exército, uma marca nas dragonas, que anteriormente pertencia ao ato anterior, foi tomada como uma marca da patente de voivoda. De acordo com a lei (Artigo 17), "o posto de voivoda só poderia ser obtido durante a guerra e era atribuído ao monarca a seu critério". As novas alterações à Lei de Organização do Exército de 31 de março de 1904 "permitiram que o posto de voivoda fosse obtido somente na guerra, e nele somente o general que fosse premiado por trabalho bem-sucedido poderia ser promovido". Na primeira promoção ao posto, o exército sérvio esperou onze anos. 
O primeiro general promovido foi Radomir Putnik, em 1912, sendo o único a deter o posto de voivoda por dois anos. Stepa Stepanović e Živojin Mišić receberam esse posto no intervalo de cinco meses em 1914. Petar Bojović alcançou o posto em 1918, sendo o último general sérvio promovido. Essencialmente, apenas esses quatro generais sérvios foram de fato promovidos a esse posto e tiveram posições hierárquicas claras por causa disso,   enquanto, em todos os outros casos, tratava-se apenas de um título honorífico concedido pelo monarca ou de uma condecoração honorária, como no caso de d'Espèrey.
O exército recém-formado do Reino da Iugoslávia deu continuidade ao sistema de patentes militares do exército do Reino da Sérvia, com pequenas alterações. Em 1919, o ex-general-marechal de campo austro-húngaro Svetozar Borojević entrou com uma petição no comando de Klagenfurt para ser aceito no novo exército do Reino dos Sérvios, Croatas e Eslovenos. Este pedido foi rejeitado porque voivoda Mišić disse que um dos ministros da Croácia protestou. Em 19 de julho de 1923, uma nova lei sobre a organização do exército e da marinha foi introduzida (Lei de Graduação de Generais), modelada no sistema francês de graduação: general de brigada, general de divisão e general do exército. De acordo com a lei da estrutura regular de promoção geral, voivoda era destacado e só poderia ser obtido em uma guerra, por mérito excepcional. 
De acordo com as constituições do Reino da Sérvia e do Reino da Iugoslávia, os comandantes supremos assumiam sua patente após prestarem juramento à constituição, e o Ministro do Exército e da Marinha os premiava com um uniforme com a insígnia especial voivoda. Entre eles estão os Reis: Milan I, Alexandre I (Obrenović), Pedro I, Alexandre I (Karađorđević) e Pedro II. A Constituição permitia que em caso de guerra, no caso de menor de idade o rei, vice-comandante supremo, seria voivoda ativo ou na reserva. 
Após o fim da Segunda Guerra Mundial, a proclamação da República Socialista Federativa da Iugoslávia em 29 de novembro de 1945 e o estabelecimento do Exército Popular Iugoslavo em 24 de abril de 1946 adotaram a hierarquia militar modelada na União Soviética, com Marechal como a patente mais alta, que, no entanto, se tornou essencialmente um título honorífico com conotações políticas usado apenas por Josip Bros Tito. Este decreto aboliu todas as patentes que estavam anteriormente em vigor, e a patente de voivoda que existiu durante quarenta e quatro anos deixou de existir. 
| Data de promoção       | Retrato | Nome e estilo            | Anulação/Morte                                    | Notas                                                                          |
| ---------------------- | ------- | ------------------------ | ------------------------------------------------- | ------------------------------------------------------------------------------ |
| 14 de janeiro de 1900  |         | Rei Milan I              | † 11 de fevereiro de 1901                         | - Ad honorem - Comandante do Exército Ativo - Família Real – Casa de Obrenović |
| 27 de janeiro de 1901  |         | Rei Alexandre            | † 11 de junho de 1903                             | - Ex officio - Família Real – Casa de Obrenović                                |
| 15 de junho de 1903    |         | Rei Pedro I              | † 16 de agosto de 1921                            | - Ex officio - Família Real – Casa de Karađorđević                             |
| 20 de outubro de 1912  |         | Radomir Putnik           | † 17 de maio de 1917                              | - Promoção - Chefe do Estado-Maior do Comando Supremo do Exército Sérvio       |
| 20 de agosto de 1914   |         | Stepa Stepanović         | † 29 de abril de 1929                             | - Promoção - Comandante do Segundo Exército                                    |
| 4 de dezembro de 1914  |         | Živojin Mišić            | † 20 de janeiro de 1921                           | - Promoção - Comandante do Primeiro Exército                                   |
| 13 de setembro de 1918 |         | Petar Bojović            | † 19 de janeiro de 1945                           | - Promoção - Comandante do Primeiro Exército                                   |
| 29 de janeiro de 1921  |         | Louis Franchet d'Espèrey | † 8 de julho de 1942                              | - Ad honorem - Comandante do Exército Aliado do Oriente                        |
| 16 de agosto de 1921   |         | Rei Alexandre I          | † 9 de outubro de 1934                            | - Ex officio - Família Real – Casa de Karađorđević                             |
| 9 de outubro de 1934   |         | Rei Pedro II             | 29 de novembro de 1945[a] † 3 de novembro de 1970 | - Ex officio - Família Real – Casa de Karađorđević                             |